# Van Amersfoort Racing
La Van Amersfoort Racing è una squadra corse olandese con sede a Zeewolde. Partecipa ai campionati di Formula 2, Formula 3, Formula Regional e Formula 4 italiana.
Tra i piloti che hanno corso con la squadra ci sono Max Verstappen, Charles Leclerc, Anthoine Hubert, Callum Ilott, Mick Schumacher, Giedo van der Garde, Jos Verstappen e Christijan Albers.

## Storia

### Formula 3 Regional
Nel 2019 il team prende parte alla prima stagione della nuova Formula Regionale europea. Il team chiude quarto in classica squadre, con Sophia Flörsch settima nella classifica piloti. L'anno seguente conferma la sua presenza nella categoria e con Pierre-Louis Chovet chiude la stagione al quinto posto nella classifica piloti e al terzo nella classifica team.
Nel 2021 la serie viene integrata con la Formula Renault e la VAR si iscrive con tre piloti: Francesco Pizzi, Lorenzo Fluxá e Mari Boya.

### Formula 3 e Formula 2
L'11 ottobre del 2021 viene ufficializzato che il team Van Amersfoort prenderà parte al Campionato FIA di Formula 3 dal 2022 al posto della HWA Racelab. Il team olandese sceglie Tom Claessen come team manager per la loro prima stagione nel nuovo campionato.

## Timeline
| Serie attuali                                     | Serie attuali       |
| ------------------------------------------------- | ------------------- |
| Campionato italiano di Formula 4                  | 2017–presente       |
| Campionato FIA di Formula 3 europea regionale     | 2019-presente       |
| Campionato FIA di Formula 3                       | 2022-presente       |
| Campionato FIA di Formula 2                       | 2022-presente       |
| Campionato Euro 4                                 | 2023-presente       |
| Serie conclusive                                  |                     |
| Formula Ford                                      | 1975-1996           |
| Campionato di Formula 3 tedesca                   | 1997–2002 2004-2014 |
| Formula Renault 2.0 Netherlands                   | 2003-2005           |
| Formula 3 Euro                                    | 2006, 2012          |
| Formula Renault Coppa Europa del Nord             | 2006-2012           |
| ADAC Formel Masters                               | 2008-2009           |
| Campionato FIA Formula 3 europea                  | 2012-2018           |
| Campionato ADAC di Formula 4                      | 2015-2022           |
| Euroformula Open                                  | 2020-2022           |
| Campionato di Formula 4 degli Emirati Arabi Uniti | 2023                |
| Campionato FIA di Formula Regional Middle East    | 2023                |

## Risultati

### Risultati in Formula 2
| Anno | Vettura         | Gomme | Piloti             | Gare | Vittorie | Pole | GV | Podi | Pti | Pos | Pti | Pos. |
| ---- | --------------- | ----- | ------------------ | ---- | -------- | ---- | -- | ---- | --- | --- | --- | ---- |
| 2022 | Dallara F2 2018 | P     | Jake Hughes        | 16   | 0        | 0    | 0  | 0    | 26  | 16º | 73  | 10º  |
| 2022 | Dallara F2 2018 | P     | Amaury Cordeel     | 24   | 0        | 0    | 1  | 0    | 26  | 17º | 73  | 10º  |
| 2022 | Dallara F2 2018 | P     | David Beckmann     | 12   | 0        | 0    | 1  | 0    | 21  | 18º | 73  | 10º  |
| 2022 | Dallara F2 2018 | P     | Juan Manuel Correa | 2    | 0        | 0    | 0  | 0    | 0   | 27º | 73  | 10º  |
| 2023 | Dallara F2 2018 | P     | Richard Verschoor  | 26   | 1        | 0    | 1  | 3    | 108 | 9º  | 121 | 7º   |
| 2023 | Dallara F2 2018 | P     | Juan Manuel Correa | 26   | 0        | 0    | 0  | 0    | 13  | 19º | 121 | 7º   |
| 2024 | Dallara F2 2024 | P     | Enzo Fittipaldi    | 24   | 1        | 0    | 2  | 2    | 61  | 15º | 78  | 11º  |
| 2024 | Dallara F2 2024 | P     | John Bennett       | 4    | 0        | 0    | 0  | 0    | 4   | 28º | 78  | 11º  |
| 2024 | Dallara F2 2024 | P     | Rafael Villagómez  | 28   | 0        | 0    | 0  | 0    | 13  | 24º | 78  | 11º  |
| 2025 | Dallara F2 2024 | P     | John Bennett       | 1    | 0        | 0    | 0  | 0    | 0   | 19º | 0*  | 9º*  |
| 2025 | Dallara F2 2024 | P     | Rafael Villagómez  | 1    | 0        | 0    | 0  | 0    | 0   | 14º | 0*  | 9º*  |

### Risultati in Formula 3
| Anno | Vettura         | Gomme | Piloti            | Gare | Vittorie | Pole | GV | Podi | Pti | Pos | Pti | Pos. |
| ---- | --------------- | ----- | ----------------- | ---- | -------- | ---- | -- | ---- | --- | --- | --- | ---- |
| 2022 | Dallara F3 2019 | P     | Franco Colapinto  | 18   | 2        | 1    | 0  | 5    | 76  | 9°  | 91  | 6º   |
| 2022 | Dallara F3 2019 | P     | Rafael Villagómez | 18   | 0        | 0    | 0  | 0    | 2   | 24º | 91  | 6º   |
| 2022 | Dallara F3 2019 | P     | Reece Ushijima    | 18   | 0        | 0    | 0  | 1    | 13  | 20º | 91  | 6º   |
| 2023 | Dallara F3 2019 | P     | Caio Collet       | 18   | 1        | 0    | 1  | 4    | 73  | 9º  | 75  | 7º   |
| 2023 | Dallara F3 2019 | P     | Rafael Villagómez | 18   | 0        | 0    | 0  | 0    | 2   | 25º | 75  | 7º   |
| 2023 | Dallara F3 2019 | P     | Tommy Smith       | 18   | 0        | 0    | 0  | 0    | 0   | 27º | 75  | 7º   |
| 2024 | Dallara F3 2019 | P     | Noel León         | 20   | 0        | 0    | 1  | 4    | 79  | 10º | 91  | 7º   |
| 2024 | Dallara F3 2019 | P     | Sophia Flörsch    | 20   | 0        | 0    | 0  | 0    | 0   | 29ª | 91  | 7º   |
| 2024 | Dallara F3 2019 | P     | Tommy Smith       | 20   | 0        | 0    | 0  | 0    | 12  | 20º | 91  | 7º   |

## Palmarès
Titoli Team
- 2  Campionati team di Formula 4 italiana: 2019 e 2021
- 2  Campionato team di Formula 4 ADAC: 2020 e 2021

Titoli piloti
- 4  Campionati piloti di Formula 3 tedesca: 1998 (Leinders), 2007 (van Dam), 2009 (Vanthoor), 2011 (Stanaway)
- 3  Campionati Piloti di Formula 4 ADAC: 2016 (Mawson), 2020 (Edgar), 2021 (Bearman)
- 2  Campionati Piloti di Formula 4 italiana: 2019 (Hauger), 2021 (Bearman)